# Velika nagrada Australije 2018.
 Velika nagrada Australije (2018 Formula 1 Rolex Australian Grand Prix) je bila prva utrka prvenstva Formule 1 2018. Trkači vikend vožen je od 23. ožujka do 25. ožujka na stazi Melbourne u Australiji, a pobijedio je Sebastian Vettel u Ferrariju.

## Sudionici utrke
| #  | Vozač             | Momčad                           | Šasija            | Motor                             | Guma |
| -- | ----------------- | -------------------------------- | ----------------- | --------------------------------- | ---- |
| 2  | Stoffel Vandoorne | McLaren F1 Team                  | McLaren MCL33     | Renault R.E.18 V6 t h 1.6         | P    |
| 3  | Daniel Ricciardo  | Aston Martin Red Bull Racing     | Red Bull RB14     | TAG Heuer V6 t h 1.6              | P    |
| 5  | Sebastian Vettel  | Scuderia Ferrari                 | Ferrari SF71H     | Ferrari 062 EVO V6 t h 1.6        | P    |
| 7  | Kimi Räikkönen    | Scuderia Ferrari                 | Ferrari SF71H     | Ferrari 062 EVO V6 t h 1.6        | P    |
| 8  | Romain Grosjean   | Haas F1 Team                     | Haas VF-18        | Ferrari 062 EVO V6 t h 1.6        | P    |
| 9  | Marcus Ericsson   | Alfa Romeo Sauber F1 Team        | Sauber C37        | Ferrari 062 EVO V6 t h 1.6        | P    |
| 10 | Pierre Gasly      | Red Bull Toro Rosso Honda        | Toro Rosso STR13  | Honda RA618H V6 t h 1.6           | P    |
| 11 | Sergio Pérez      | Sahara Force India F1 Team       | Force India VJM11 | Mercedes M09 EQ Power+ V6 t h 1.6 | P    |
| 14 | Fernando Alonso   | McLaren F1 Team                  | McLaren MCL33     | Renault R.E.18 V6 t h 1.6         | P    |
| 16 | Charles Leclerc   | Alfa Romeo Sauber F1 Team        | Sauber C37        | Ferrari 062 EVO V6 t h 1.6        | P    |
| 18 | Lance Stroll      | Williams Martini Racing          | Williams FW41     | Mercedes M09 EQ Power+ V6 t h 1.6 | P    |
| 20 | Kevin Magnussen   | Haas F1 Team                     | Haas VF-18        | Ferrari 062 EVO V6 t h 1.6        | P    |
| 27 | Nico Hülkenberg   | Renault Sport Formula One Team   | Renault R.S.18    | Renault R.E.18 V6 t h 1.6         | P    |
| 28 | Brendon Hartley   | Red Bull Toro Rosso Honda        | Toro Rosso STR13  | Honda RA618H V6 t h 1.6           | P    |
| 31 | Esteban Ocon      | Sahara Force India F1 Team       | Force India VJM11 | Mercedes M09 EQ Power+ V6 t h 1.6 | P    |
| 33 | Max Verstappen    | Aston Martin Red Bull Racing     | Red Bull RB14     | TAG Heuer V6 t h 1.6              | P    |
| 35 | Sergej Sirotkin   | Williams Martini Racing          | Williams FW41     | Mercedes M09 EQ Power+ V6 t h 1.6 | P    |
| 44 | Lewis Hamilton    | Mercedes AMG Petronas Motorsport | Mercedes F1 W09   | Mercedes M09 EQ Power+ V6 t h 1.6 | P    |
| 55 | Carlos Sainz      | Renault Sport Formula One Team   | Renault R.S.18    | Renault R.E.18 V6 t h 1.6         | P    |
| 77 | Valtteri Bottas   | Mercedes AMG Petronas Motorsport | Mercedes F1 W09   | Mercedes M09 EQ Power+ V6 t h 1.6 | P    |

## Izvještaj
Pirelli je za ovu utrku odabrao soft, supersoft i ultrasoft gume. FIA je promijenila poziciju startnih svjetala na stazi Albert Park kako bi ih vozači bolje vidjeli s halo zaštitom koja im pod određenim kutovima blokira vidno polje, te je odlučila dodati treću DRS zonu na stazi, čime je Australija postala prva staza Formule 1 s tri DRS zone. Ferrari je na prvu utrku sezone donio dvije različite konfiguracije prednjega krila za svoj SF71H bolid,  dok je McLaren aerodinamički doradio halo zaštitu za svoj MCL33 bolid.

### Treninzi
Prvi slobodni trening
Na prvom slobodnom treningu vozači su odmah nakon zelenog svjetla požurili odraditi instalacijske krugove, a prvi na stazu je izašao Sebastian Vettel. Trening jedva da je počeo, a u McLarenu su već skidali poklopac motora nakon instalacijskog kruga Fernanda Alonsa. Sergej Sirotkin je postao prvi vozač sa zabilježenim vremenom sa 1.32.057. na ultrasoft gumama, a ubrzo zatim po prve ozbiljne krugove krenuli su i ostali vozači. McLarenovi vozači zajedno s Kevinom Magnussenom jedini nisu postavili vrijeme nakon 30 minuta treninga. Sirotkin je na ulasku u boks dotaknuo zid, a McLaren je potvrdio poteškoće s ispušnom cijevi na oba bolida. Vettel je 25 minuta prije kraja treninga prešao sa soft guma na supersoft gume, ali je u prvom brzom krugu otišao preširoko u 14. zavoju i time upropastio šanse za poboljšanje vremena. Brendon Hartley je također imao problema. Na Toro Rossovom bolidu radilo se skoro cijeli trening, a Novozelanđanin je zaostajao skoro četiri sekunde. Lewis Hamilton je bio najbrži ispred momčadskog kolege Valtterija Bottasa i Maxa Verstappena koji su vozili na ultrasoft gumama, dok su četvrti Kimi Räikkönen i peti Vettel u Ferrariju svoja vremena ostvarili na soft gumama.
Drugi slobodni trening
Uoči drugog slobodnog treninga u Melbourneu, mehaničari Red Bulla radili su na Verstappenovoj podnici. Nakon što je na prvom treningu izgubio nešto vremena, Magnussen je prvi izašao na stazu. Esteban Ocon i Bottas su završili u šljunku, ali obojica su se vratili na stazu. Ostali vozači su također imali poteškoće s kočenjem. Na polovici treninga izvješena je crvena zastava zbog kabla na startno-ciljnoj ravnini. Pola sata uoči kraja treninga vozači su krenuli sa simulacijama utrke i time završili prvi dan akcije na Albert Parku. Nitko nije imao većih tehničkih poteškoća, osim Lancea Strolla koji je na samom kraju treninga morao zaustaviti svoj Williams. Svi su vozači svoje najbrže krugove odradili na ultrasoft gumama, a Hamilton je uspio biti desetinku brži nego na prvom slobodnom treningu, iako su njegovi suparnici još više poboljšali svoja vremena i smanjili zaostatak s prvog slobodnom treninga. U vrlo zgusnutoj sredini poretka manje od sekunde dijelilo je šestoga Romaina Grosjeana i četrnaestog Strolla.

Treći slobodni trening
Vozače je na početku trećeg slobodnog treninga dočekala natopljena staza. Momčadi su oklijevale s izlascima na stazu i postavljanjem vremena, sve do 15 minuta nakon zelenog svjetla na izlazu iz pit lanea kada je prvo mjereno vrijeme odvozio Nico Hülkenberg na wet gumama. Ubrzo nakon toga vozači su se odlučili za intermediate gume jer se staza ubrzano počela sušiti. Vettel je prvi izašao na ultrasoftu te je odvozio 1:26.067, čime je popravio prethodno najbolje vrijeme za čak pet sekundi. Stroll je imao problem s mjenjačem te je propustio većinu treninga, a na stazu se vratio tek 15 minuta prije kraja, dok vozači Force Indije nisu izlazili na stazu.

### Kvalifikacije
Prva kvalifikacijska runda - Q1
Nakon kišnog trećeg slobodnog treninga za prve ovogodišnje kvalifikacije, staza se osušila pa su svi vozači izašli na slick gumama. Prvi je izašao Nico Hülkenberg, a najbrže vrijeme nakon pola sesije postavio je Kimi Räikkönen. Lewis Hamilton je tri puta lovio najbrži krug dok su ostali bili u boksu. Prvi se spustio ispod 1:23 i pobjegao Räikkönenu na 2,7 sekunde prednosti. Velika borba odvijala se za ulazak u drugu rundu. Lance Stroll i Esteban Ocon su se provukli u zadnji trenutak. Sergej Sirotkin nije uspio dovoljno popraviti svoje vrijeme, dok je Pierre Gasly napravio pogrešku zbog koje je izletio na travu.
Druga kvalifikacijska runda - Q2
I u drugoj kvalifikacijskoj rundi vrlo brzo je na vrh zasjeo raspoloženi Räikkönen. Njegov momčadski kolega ovaj put se smjestio odmah iza njega, a Red Bullovi vozači bili su treći i četvrti. Temperatura zraka bila je 24°C, a staza gotovo idealnih 30°C. Ponajviše su se u drugoj rundi mučili Renaultovi vozači. Hülkenberg je imao jedno veliko blokiranje kotača pa se malo vozio i preko šljunka, a zbog blokiranja kotača je i Carlos Sainz uništio svoj krug. Pred sam kraj treninga u zonu ispadanja gurnut je Stoffel Vandoorne, a i Fernando Alonso je bio u opasnosti. Dobra vremena su odvozili Haasovi vozači, ali i Renaultovi su pronašli dosta brzine. Sebastian Vettel je postavio najbrže vrijeme.
Treća kvalifikacijska runda - Q3
U posljednjoj kvalifikacijskoj rundi Valtteri Bottas je u prvom zavoju na nekoliko rubnika otišao preširoko, a potom je izgubio kontrolu nakon izlaska iz zavoja te je udario u zid. Jako puno krhotina je bilo na stazi pa je runda prekinuta na neodređeno. Nakon desetak minuta pokazana je zelena zastava. Staza je bila očišćena i vozači su mogli krenuti u lov po najbolje krugove. Hamilton je prvi ušao u brzi krug i odmah postavio najbolje vrijeme po sektorima. Red Bullovi vozači nisu ga uspjeli prestići. Vettel je potom ozbiljno zaprijetio Hamiltonu, ali izgubio je dosta u zadnjem sektoru i zasjeo je na drugo mjesto s četiri tisućinke zaostatka za Britancem. Nakon najbolje šestorke, na stazu su izašli i ostali vozači. U svom drugom pokušaju Hamilton je odmah postavio pola sekunde brže vrijeme u prvom sektoru, dok je Räikkönen u tom dijelu bio sporiji desetinku. Vettel nije imao tako dobar krug kao u prvom pokušaju pa je završio iza momčadskog kolege, a Max Verstappen i Daniel Ricciardo su zauzeli četvrto i peto mjesto.

### Utrka
Prema novom pravilniku utrka je počela 10 minuta kasnije nego ranijih godina i Lewis Hamilton je zadržao vodstvo kroz prve zavoje nove sezone, iako je bio pod pritiskom Kimija Räikkönena u trećem zavoju. Najveće iznenađenje starta je bio Kevin Magnussen koji je iskoristio Verstappenovo neuspješno napadanje Ferrarija, te došao do četvrte pozicije. Već u drugom krugu u boks je ušao Toro Rossov Brendon Hartley koji je prešao na soft gume. U petom krugu Sergej Sirotkin se zaustavio pored staze u trećem sektoru i nije se uspio vratiti na stazu, a krug kasnije Marcus Ericsson je parkirao svoj Sauber ispred garaže. Najbolji dan nije imao niti Valtteri Bottas koji je startao s 15. mjesta. Nakon osam krugova probio se tek jedno mjesto naprijed, a do 11. kruga je skočio na 13. U desetom krugu Verstappen je još malo zakomplicirao svoju utrku i izvrtio se u prvom zavoju slično kao Bottas dan prije u kvalifikacijama, ali je Max uspio ostati daleko od ograda. Nizozemac je u tom trenutku pao na osmu poziciju. Prestigli su ga Romain Grosjean, Daniel Ricciardo i Nico Hülkenberg. Do 16. kruga Hamilton je izgradio prednost od tri sekunde ispred Räikkönena. U istom krugu je Pierre Gasly završio svoju utrku. 
U 19. krugu u Ferrariju su se odlučili na undercut. Povukli su Räikkönena u boks i Finac je prešao na mekane gume. Vratio se na treće mjesto, a odmah su iz Mercedesa u boks pozvali i Hamiltona. Sebastian Vettel je u tim trenucima ostao na stazi na ultrasoft gumama. Carlos Sainz u utrci je imao problema sa sustavom za pitku vodu, koji ga je natjerao da pije veće količine vode nego što je htio jer ga je voda prskala po licu. Na kraju Sainz više nije mogao piti količinu vode koju mu je sustav pumpao pa mu je voda počela curiti po cijelom tijelu, što ga je dekoncentriralo cijelu utrku, a želudac pun vode otežavao mu je vožnju bolida, zbog čega se nije osjećao dobro te je na kraju pogriješio i poklonio poziciju Fernandu Alonsu u 22. krugu. Nakon 23 briljantna kruga Kevin Magnussen, koji je sigurno držao četvrtu poziciju i obavio promjenu guma, bio je prisiljen zaustaviti svoj Haas pored staze zbog greške momčadi i nepravilno pričvršćenog stražnjeg kotača. Samo dva kruga kasnije, njegov timski kolega Grosjean odustao je zbog istog razloga, samo na različitom kotaču. Na snagu je tada stupio virtualni sigurnosni automobil zbog parkiranog bolida Haasa na pravcu između drugog i trećeg zavoja. Ferrari je pozvao Vettela na prvu i jedinu promjenu guma. Zbog ograničenja na stazi Hamilton nije mogao nadoknaditi vrijeme i Vettelov Ferrari je izašao na stazu ispred Lewisa Hamiltona. Nakon pet krugova pod virtualnim sigurnosnim automobilom koji nije bio dovoljan za pomicanje Haasa sa staze, izašao je sigurnosni automobil.
U 32. krugu se povukao sigurnosni automobil, a četiri kruga poslije Bottas je uspio prestići Stoffela Vandoornea u borbi za osmo mjesto. Istovremeno je Vettel pobjegao Hamiltonu na više od sekunde prednosti. Hamilton je u tim trenucima imao i problema s pregrijavanjem motora. Desetak krugova je Britanac hladio svoj motor, a onda je ponovno krenuo u napad. Približio se unutar zone aktivacije DRS-a i Vettel je bio u ozbiljnoj opasnosti. No, onda je Hamilton napravio grešku - blokirao je kotač i izgubio gotovo dvije sekunde prednosti. Oba Red Bulla su u posljednja tri kruga dobila dozvolu za korištenje dodatne snage motora te se Ricciardo približio Räikkönenu na trećem, a Verstappen Alonsu na petom mjestu. Ricciardo se uspio približiti Räikkönenu na manje od pola sekunde, ali je bio bezuspješan u napadu na podij. Pet krugova prije kraja, Hamilton je ponovno ušao unutar sekunde zaostatka za Vettelom, ali vrlo brzo je pao više od 2,5 sekundi iza vodećeg. Dva kruga prije kraja Hamiltona je počeo sustizati i Räikkönen. Finac je došao na dvije sekunde zaostatka samo krug prije kraja, ali do ciljne zastave nije više bilo vremena, a Sebastian Vettel je došao do svoje 48. pobjede u Formuli 1. Po završetku utrke, momčad Haasa je dodatno kažnjena s 10 000 dolara zbog nesigurnog puštanja svoja dva vozača na stazu nakon promjene guma.

## Najbrža vremena treninga
| Trening    | Vozač            | Konstruktor | Vrijeme  | Gume | Krugovi |
| ---------- | ---------------- | ----------- | -------- | ---- | ------- |
| 1. trening | Lewis Hamilton   | Mercedes    | 1:24.026 | US   | 27      |
| 2. trening | Lewis Hamilton   | Mercedes    | 1:23.931 | US   | 35      |
| 3. trening | Sebastian Vettel | Ferrari     | 1:26.067 | US   | 15      |

## Rezultati kvalifikacija
| Poz. | Br. | Vozač             | Konstruktor          | Kvalifikacijska vremena | Kvalifikacijska vremena | Kvalifikacijska vremena | Grid |
| Poz. | Br. | Vozač             | Konstruktor          | Q1                      | Q2                      | Q3                      | Grid |
| ---- | --- | ----------------- | -------------------- | ----------------------- | ----------------------- | ----------------------- | ---- |
| 1.   | 44  | Lewis Hamilton    | Mercedes             | 1:22.824                | 1:22.051                | 1:21.164                | 1.   |
| 2.   | 7   | Kimi Räikkönen    | Ferrari              | 1:23.096                | 1:22.507                | 1:21.828                | 2.   |
| 3.   | 5   | Sebastian Vettel  | Ferrari              | 1:23.348                | 1:21.944                | 1:21.838                | 3.   |
| 4.   | 33  | Max Verstappen    | Red Bull-TAG Heuer   | 1:23.483                | 1:22.416                | 1:21.879                | 4.   |
| 5.   | 3   | Daniel Ricciardo  | Red Bull-TAG Heuer   | 1:23.494                | 1:22.897                | 1:22.152                | 8.1  |
| 6.   | 20  | Kevin Magnussen   | Haas-Ferrari         | 1:23.909                | 1:23.300                | 1:23.187                | 5.   |
| 7.   | 8   | Romain Grosjean   | Haas-Ferrari         | 1:23.671                | 1:23.468                | 1:23.339                | 6.   |
| 8.   | 27  | Nico Hülkenberg   | Renault              | 1:23.782                | 1:23.544                | 1:23.532                | 7.   |
| 9.   | 55  | Carlos Sainz      | Renault              | 1:23.529                | 1:23.061                | 1:23.577                | 9.   |
| 10.  | 77  | Valtteri Bottas   | Mercedes             | 1:23.686                | 1:22.089                | —                       | 15.2 |
|      |     |                   |                      |                         |                         |                         |      |
| 11.  | 14  | Fernando Alonso   | McLaren-Renault      | 1:23.597                | 1:23.692                |                         | 10.  |
| 12.  | 2   | Stoffel Vandoorne | McLaren-Renault      | 1:24.073                | 1:23.853                |                         | 11.  |
| 13.  | 11  | Sergio Pérez      | Force India-Mercedes | 1:24.344                | 1:24.005                |                         | 12.  |
| 14.  | 18  | Lance Stroll      | Williams-Mercedes    | 1:24.464                | 1:24.230                |                         | 13.  |
| 15.  | 31  | Esteban Ocon      | Force India-Mercedes | 1:24.503                | 1:24.786                |                         | 14.  |
|      |     |                   |                      |                         |                         |                         |      |
| 16.  | 28  | Brendon Hartley   | Toro Rosso-Honda     | 1:24.532                |                         |                         | 16.  |
| 17.  | 9   | Marcus Ericsson   | Sauber-Ferrari       | 1:24.556                |                         |                         | 17.  |
| 18.  | 16  | Charles Leclerc   | Sauber-Ferrari       | 1:24.636                |                         |                         | 18.  |
| 19.  | 35  | Sergej Sirotkin   | Williams-Mercedes    | 1:24.922                |                         |                         | 19.  |
| 20.  | 10  | Pierre Gasly      | Toro Rosso-Honda     | 1:25.295                |                         |                         | 20.  |

- ^1  – Daniel Ricciardo je dobio 3 mjesta kazne na gridu jer nije dovoljno usporio na drugom treningu za vrijeme crvene zastave dok su suci bili na stazi.[17]
- ^2  – Valtteri Bottas je dobio 5 mjesta kazne na gridu zbog promjene mjenjača.[18]

## Rezultati utrke
| Poz. | Br. | Vozač             | Konstruktor          | Krugovi | Vrijeme / Razlog odustajanja | Grid | Bodovi |
| ---- | --- | ----------------- | -------------------- | ------- | ---------------------------- | ---- | ------ |
| 1.   | 5   | Sebastian Vettel  | Ferrari              | 58      | 1:29:33.283                  | 3.   | 25     |
| 2.   | 44  | Lewis Hamilton    | Mercedes             | 58      | +5.036                       | 1.   | 18     |
| 3.   | 7   | Kimi Räikkönen    | Ferrari              | 58      | +6.309                       | 2.   | 15     |
| 4.   | 3   | Daniel Ricciardo  | Red Bull-TAG Heuer   | 58      | +7.069                       | 8.   | 12     |
| 5.   | 14  | Fernando Alonso   | McLaren-Renault      | 58      | +27.886                      | 10.  | 10     |
| 6.   | 33  | Max Verstappen    | Red Bull-TAG Heuer   | 58      | +28.945                      | 4.   | 8      |
| 7.   | 27  | Nico Hülkenberg   | Renault              | 58      | +32.671                      | 7.   | 6      |
| 8.   | 77  | Valtteri Bottas   | Mercedes             | 58      | +34.339                      | 15.  | 4      |
| 9.   | 2   | Stoffel Vandoorne | McLaren-Renault      | 58      | +34.921                      | 11.  | 2      |
| 10.  | 55  | Carlos Sainz      | Renault              | 58      | +45.722                      | 9.   | 1      |
| 11.  | 11  | Sergio Pérez      | Force India-Mercedes | 58      | +46.817                      | 12.  |        |
| 12.  | 31  | Esteban Ocon      | Force India-Mercedes | 58      | +1:00.278                    | 14.  |        |
| 13.  | 16  | Charles Leclerc   | Sauber-Ferrari       | 58      | +1:15.759                    | 18.  |        |
| 14.  | 18  | Lance Stroll      | Williams-Mercedes    | 58      | +1:18.288                    | 13.  |        |
| 15.  | 28  | Brendon Hartley   | Toro Rosso-Honda     | 57      | +1 krug                      | 16.  |        |
| Odu. | 8   | Romain Grosjean   | Haas-Ferrari         | 24      | Kotač                        | 6.   |        |
| Odu. | 20  | Kevin Magnussen   | Haas-Ferrari         | 22      | Kotač                        | 5.   |        |
| Odu. | 10  | Pierre Gasly      | Toro Rosso-Honda     | 13      | Motor                        | 20.  |        |
| Odu. | 9   | Marcus Ericsson   | Sauber-Ferrari       | 5       | Hidraulika                   | 17.  |        |
| Odu. | 35  | Sergej Sirotkin   | Williams-Mercedes    | 4       | Kočnice                      | 19.  |        |

| Najbrži krug utrke | Daniel Ricciardo 1:25.945                      |
| Vodstvo u utrci    | Lewis Hamilton (1-18) Sebastian Vettel (19-58) |

## Zanimljivosti

### Vozači
- 48. pobjeda i 100. postolje za Sebastiana Vettela.
- 118. postolje i 72. najbolja startna pozicija za Lewisa Hamiltona.
- 92. postolje za Kimija Räikkönena.
- 1. utrka za Sergeja Sirotkina.
- 1. utrka za Charlesa Leclerca.

### Konstruktori
- 230. pobjeda za Ferrari.
- 89. najbolja startna pozicija za Mercedes.

## Poredak nakon 1 od 21 utrke
| Poz. | Vozač             | Bodovi |
| ---- | ----------------- | ------ |
| 1.   | Sebastian Vettel  | 25     |
| 2.   | Lewis Hamilton    | 18     |
| 3.   | Kimi Räikkönen    | 15     |
| 4.   | Daniel Ricciardo  | 12     |
| 5.   | Fernando Alonso   | 10     |
| 6.   | Max Verstappen    | 8      |
| 7.   | Nico Hülkenberg   | 6      |
| 8.   | Valtteri Bottas   | 4      |
| 9.   | Stoffel Vandoorne | 2      |
| 10.  | Carlos Sainz      | 1      |

| Poz. | Konstruktor        | Bodovi |
| ---- | ------------------ | ------ |
| 1.   | Ferrari            | 40     |
| 2.   | Mercedes           | 22     |
| 3.   | Red Bull-TAG Heuer | 20     |
| 4.   | McLaren-Renault    | 12     |
| 5.   | Renault            | 7      |

| Prethodna utrka                  | Formula 1 – sezona 2018. | Sljedeća utrka                |
| -------------------------------- | ------------------------ | ----------------------------- |
| Velika nagrada Abu Dhabija 2017. | Formula 1 – sezona 2018. | Velika nagrada Bahreina 2018. |

## Vanjske poveznice
- 2018 Australian Grand Prix StatsF1